# Michel Jouvet

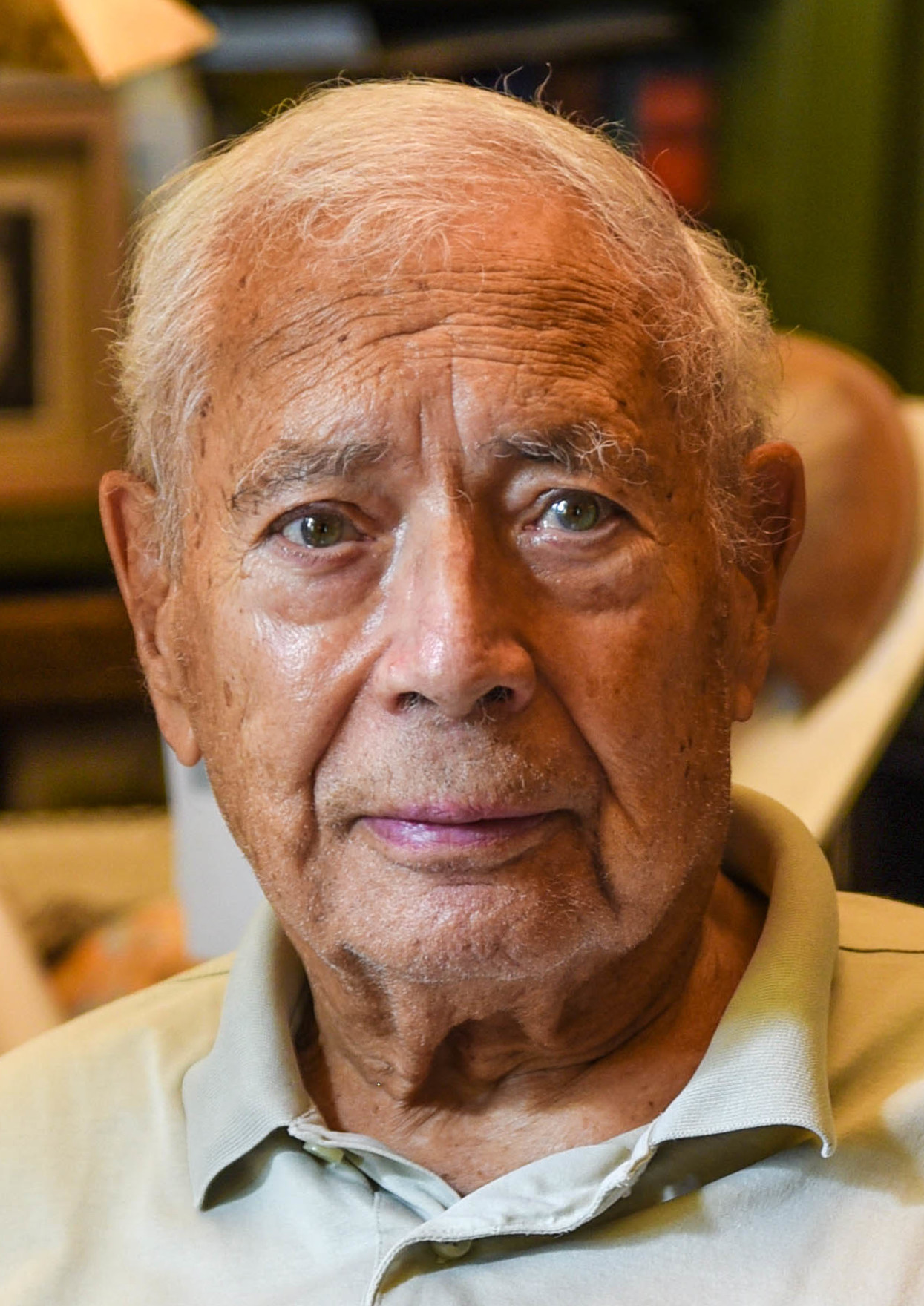
Michel Jouvet, 2017

Michel Jouvet (* 16. November 1925 in Lons-le-Saunier; † 3. Oktober 2017 in Villeurbanne) war ein französischer Neurowissenschaftler und Traumforscher. Er war zuletzt emeritierter Professor für experimentelle Medizin an der Medizinischen Fakultät der Universität Lyon.

## Leben
Michel Jouvet, einer von zwei Söhnen aus einer Medizinerfamilie, durchlief zunächst eine Ausbildung in Neurochirurgie bei Pierre Wertheimer in Lyon. Seine eigentliche Beschäftigung mit Neurowissenschaften begann nach einem Aufenthalt 1955 im Labor von Horace Magoun am V. A. Hospital (Veterans Affairs) in Long Beach. Er forschte nach der Rückkehr als Wissenschaftler des CNRS und war später Forschungsdirektor des CNRS an der Universität Lyon und der Neurologischen Klinik in Lyon.
1959 beschrieb er die EEG-Signale beim Gehirntod. Ende der 1950er Jahre und Anfang der 1960er Jahre war an der Entstehung des Konzepts des REM-Schlafs beteiligt. 1961 teilte er die Schlafphasen in eine telenzephalische (flache Schlafphase) und eine rhombenzephalische (REM-Schlaf, von ihm paradoxe Schlafphase genannt) ein, welche letztere nach seinen Worten den dritten Zustand des Gehirns darstellt. 1962 lokalisierte er mit Mitarbeitern den Pons als denjenigenTeil des Gehirns, der die Schlafphasen steuert. Er zeigte in Experimenten an Katzen, dass nur bei intaktem Pons ein REM-Schlaf möglich ist und die Atonie im REM-Schlaf durch Inhibition der Motorzentren in der Medulla oblongata verursacht wird. Mit seinen Mitarbeitern erforschte er auch die Schlafphasen bei verschiedensten Tierarten.
Er vertrat eine spekulative Theorie (The paradox of sleep, 1999), der zufolge die REM-Phase eine Art iterative Programmierung des Gehirns zur Erhaltung der psychologischen Identität der Person ist.
1989 wurde ihm die Goldmedaille des CNRS verliehen. Ab 1977 war er Mitglied der Académie des sciences. 1981 erhielt er den Intra-Sciences Prize, 1991 den Prix mondial Cino Del Duca und 1983 den Preis der Foundation for the Medical Research. 1986 erhielt er die Ehrendoktorwürde der Medizinischen Fakultät der Universität Zürich. 1993 wurde er als ordentliches Mitglied in die Academia Europaea aufgenommen.

## Schriften
- Neurophysiologie des états de sommeil, Paris, CNRS, 1965 (italienische Übersetzung La Natura del Sogno, Rom 1991)
- Le sommeil et le rêve, Paris, Odile Jacob, 1992.
  - Die Nachtseite des Bewußtseins. Warum wir träumen. Rowohlt Taschenbuchverlag, Reinbek bei Hamburg 1994, ISBN 3-499-19621-2.
- Le château des songes, Paris, Odile Jacob, 1992.
- Le Grenier des rêves, Paris, Odile Jacob, 1997.
- Où, quand, comment: Pourquoi rêvons-nous, pourquoi dormons-nous ?, Paris, Odile Jacob, 2000.
- The paradox of sleep: the story of dreaming, MIT Press 1999
- The states of sleep, Scientific American, Februar 1967, Online